# 两色清风藤
两色清风藤（学名：Sabia schumanniana var. bicolor）为清风藤科清风藤属下的一个变种。变种名 bicolor 意为“二色的”。